# Anne Jannes Elsinga
Anne Jannes Elsinga (Slochteren, 22 september 1908 - Groningen, 31 december 1943) was tijdens de Tweede Wereldoorlog in Nederland hoofd van de bijzondere recherche in Groningen en assisteerde in die hoedanigheid de Sicherheitsdienst (SD). Er wordt beweerd, dat politieman Elsinga uit frustratie over zijn geringe promotiemogelijkheden zijn heil zocht bij de NSB. Hij was sinds 1932 veldwachter in Bedum en klom onder het Duitse regime op tot eerste luitenant bij de Staatspolitie.
Elsinga was een felle antisemiet en maakte fanatiek jacht op joden, onderduikers en illegale werkers. Hij kwam op het spoor van een groep die in Bedum het verzetsblad Trouw drukte en verspreidde. Gemeenteambtenaar Henk Broekstra, een infiltrant, waarschuwde daarop de knokploegen. De top van de LO en KP besloten gezamenlijk kort na Kerstmis 1943 dat Elsinga geliquideerd moest worden. Dit werd uitgevoerd door verzetsman Reint Dijkema op 31 december 1943 op de Eendrachtsbrug in Groningen. Elsinga werd opgevolgd door Jannes Luitje Keijer.
Op 4 januari werd Elsinga met korpseer begraven op Esserveld. Hierbij spraken tal van hooggeplaatsten een begrafenisrede. Anne Jannes Elsinga ligt tegenwoordig begraven op de Duitse begraafplaats in Ysselsteyn als Anne-James Elsinga. Graflocatie: AX-9-206.
Represailles
Naar aanleiding van de aanslag op Elsinga werd Aktion Silbertanne uitgevoerd. Dit resulteerde in de volgende moorden op:
- Leo Bohemen, Joods vertegenwoordiger.
- Dirk Bos, stationschef op rangeerterrein in Onnen.
- Bront Heije Jacobus Willem Bossinga, directeur van Nutsspaarbank. Steunde het verzet financieel.
- Pieter Hermanus Everhardus van Dooren, directeur MTS en actief betrokken bij het verzet.
- Johannes Franciscus Swint, verzekeringsagent en actief in communistisch verzet.
- Freerk Zigterman, middenstander en eigenaar van een meubelzaak.

Andere mensen die ook op de lijst stonden, werden niet gevonden en ontsnapten zo aan de vergelding. Dit waren twee onbekende Joden, Jorrit de Jong (directeur van verzekeringsmaatschappij) en politie-inspecteur Jan Nienhuis. Verder werden 36 personen opgepakt, waarbij 32 overgebracht werden naar Kamp Vught als gijzelaar tot september 1944. Daarnaast werden de spertijd en de sluitingstijden van openbare lokalen met één uur vervroegd. Ook werd een beloning van 10.000 gulden uitgeloofd voor tips die leidden tot aanhouding van de dader.